# Passage Vendôme
Pour les articles homonymes, voir Vendôme (homonymie).
Le passage Vendôme est un passage couvert parisien situé dans le 3e arrondissement.

## Situation et accès
Ce passage, entre la place de la République au nord-est et la rue Béranger au sud-ouest, mesure 57 mètres de long.
Le passage fait l’objet d’une inscription au titre des monuments historiques depuis le 13 avril 1987.
Ce site est desservi par la station de métro République.

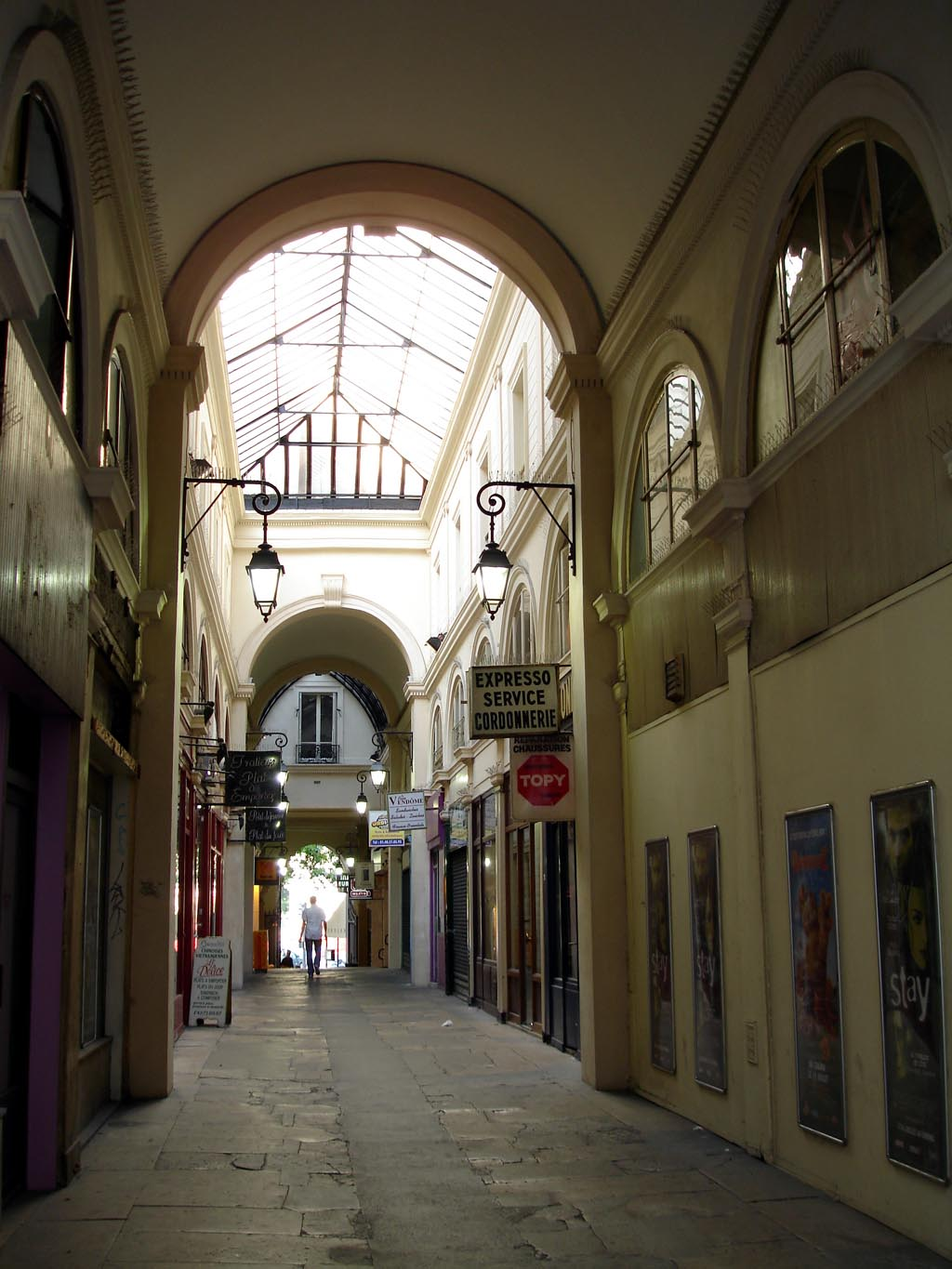
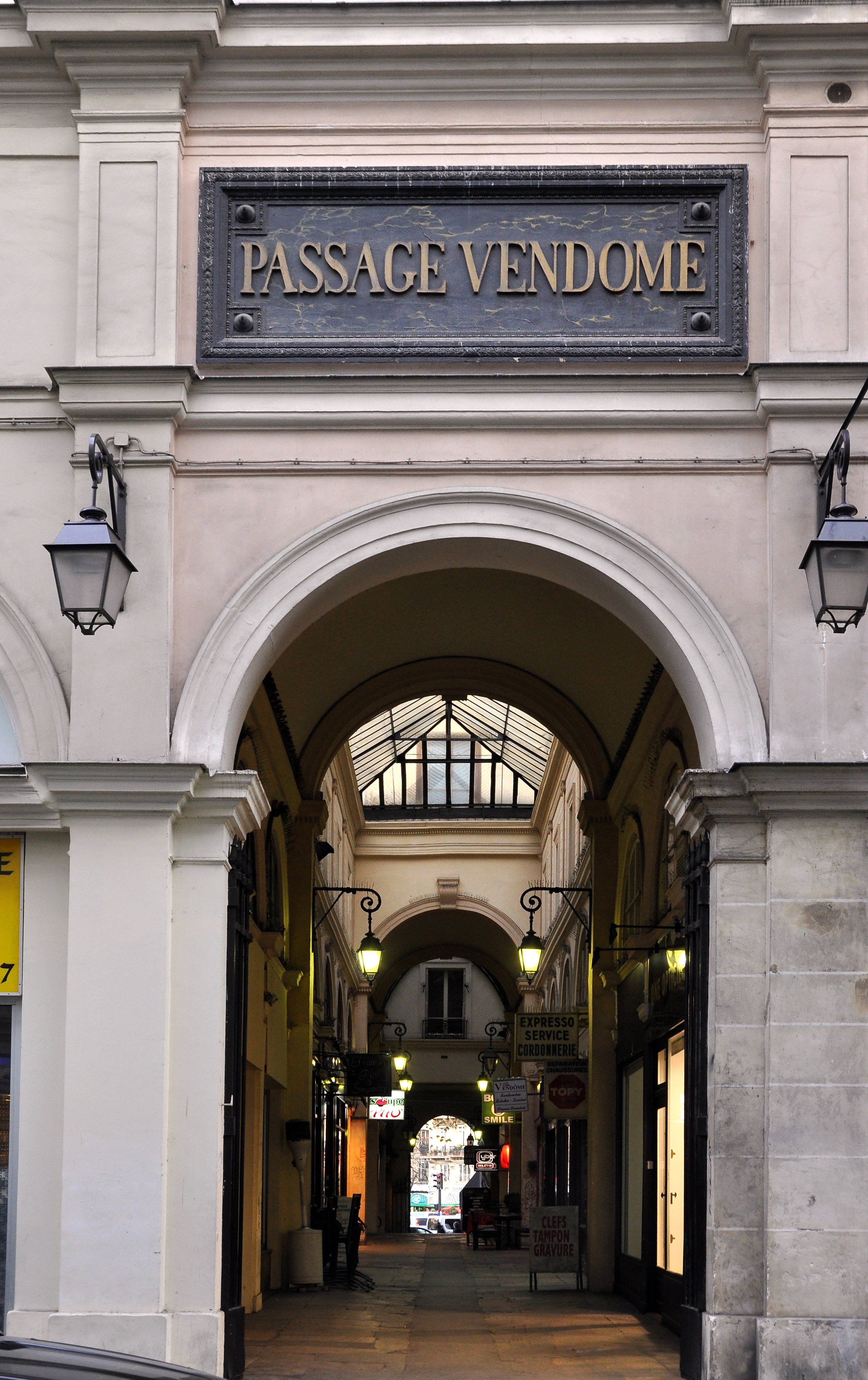
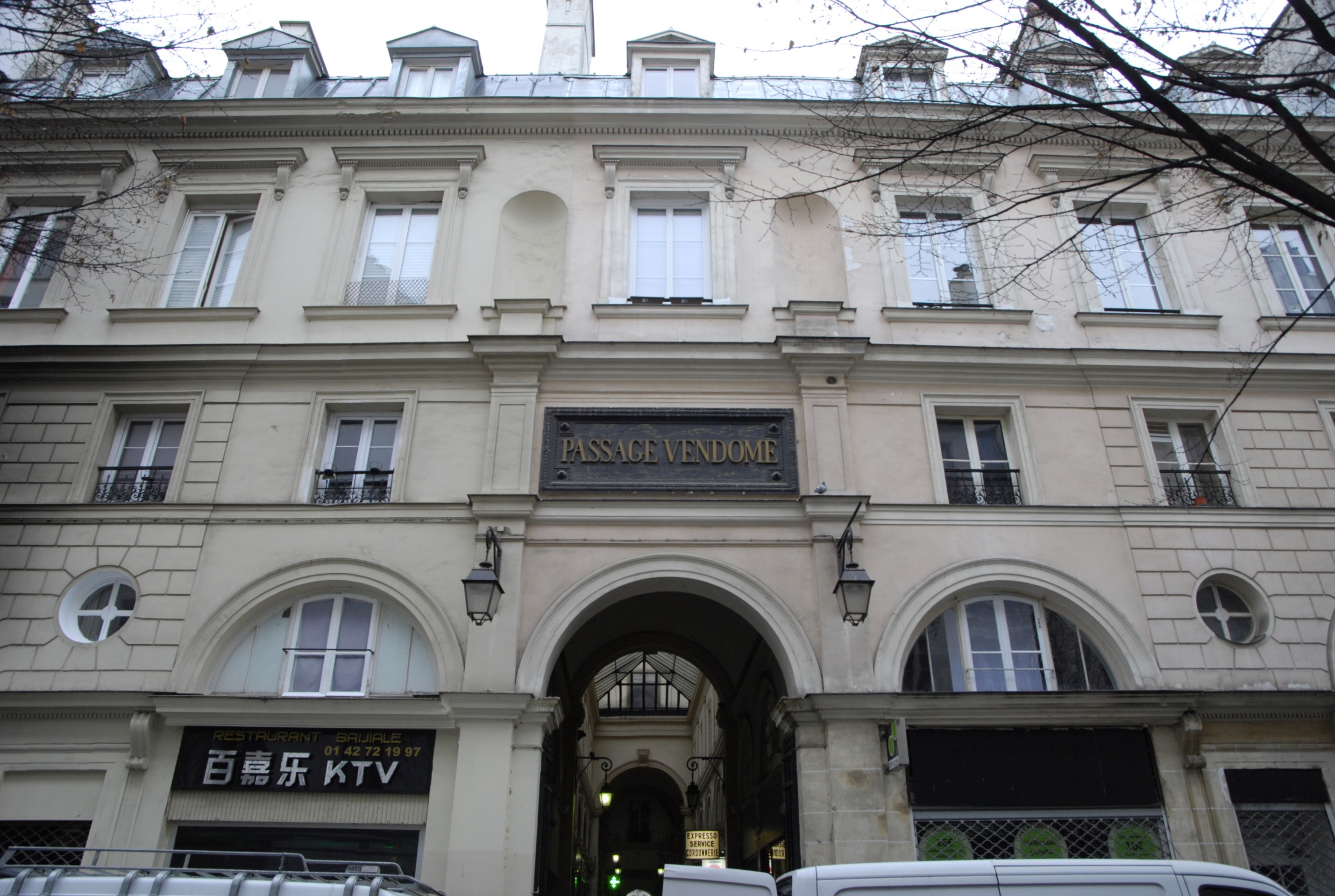
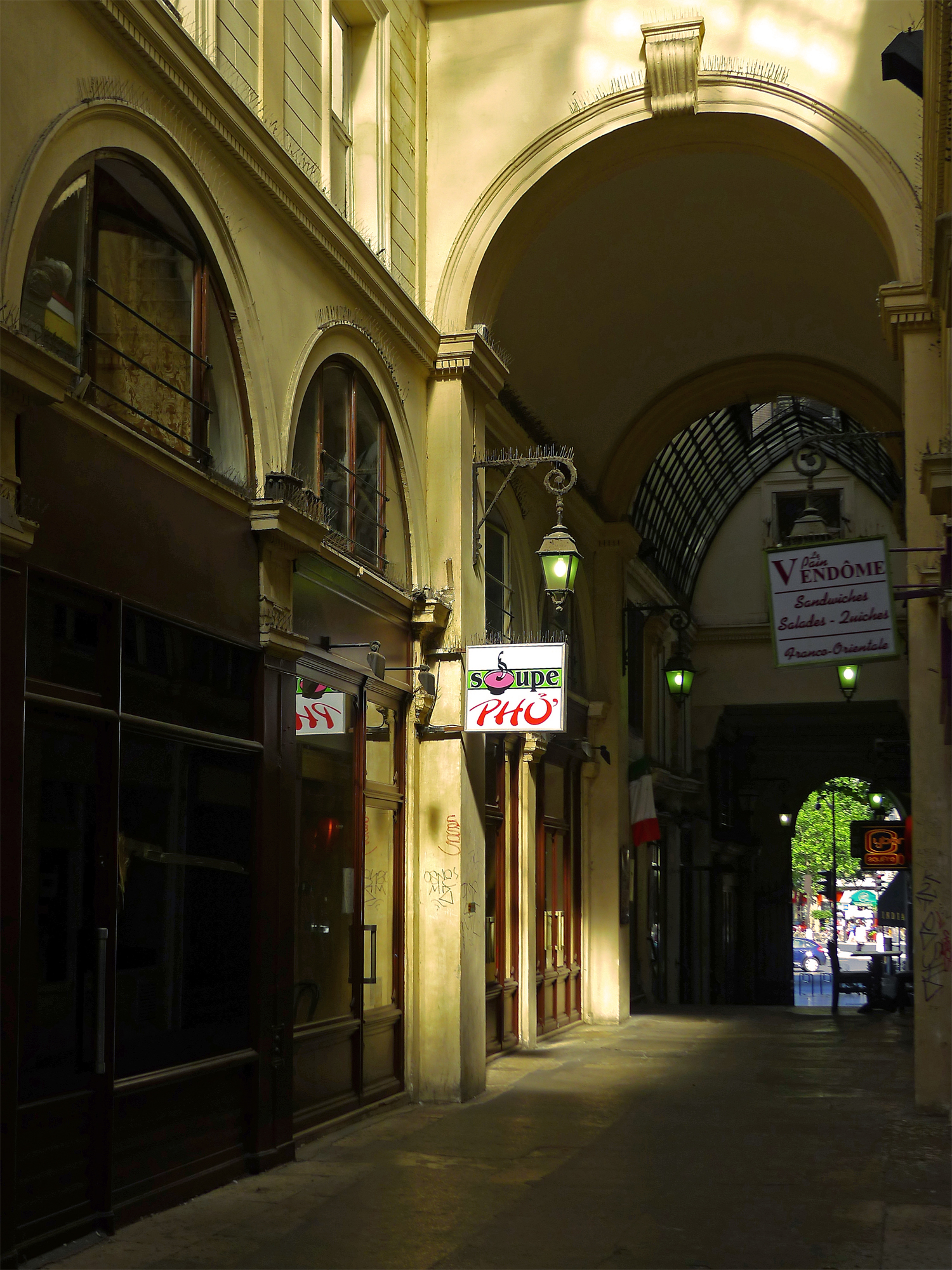
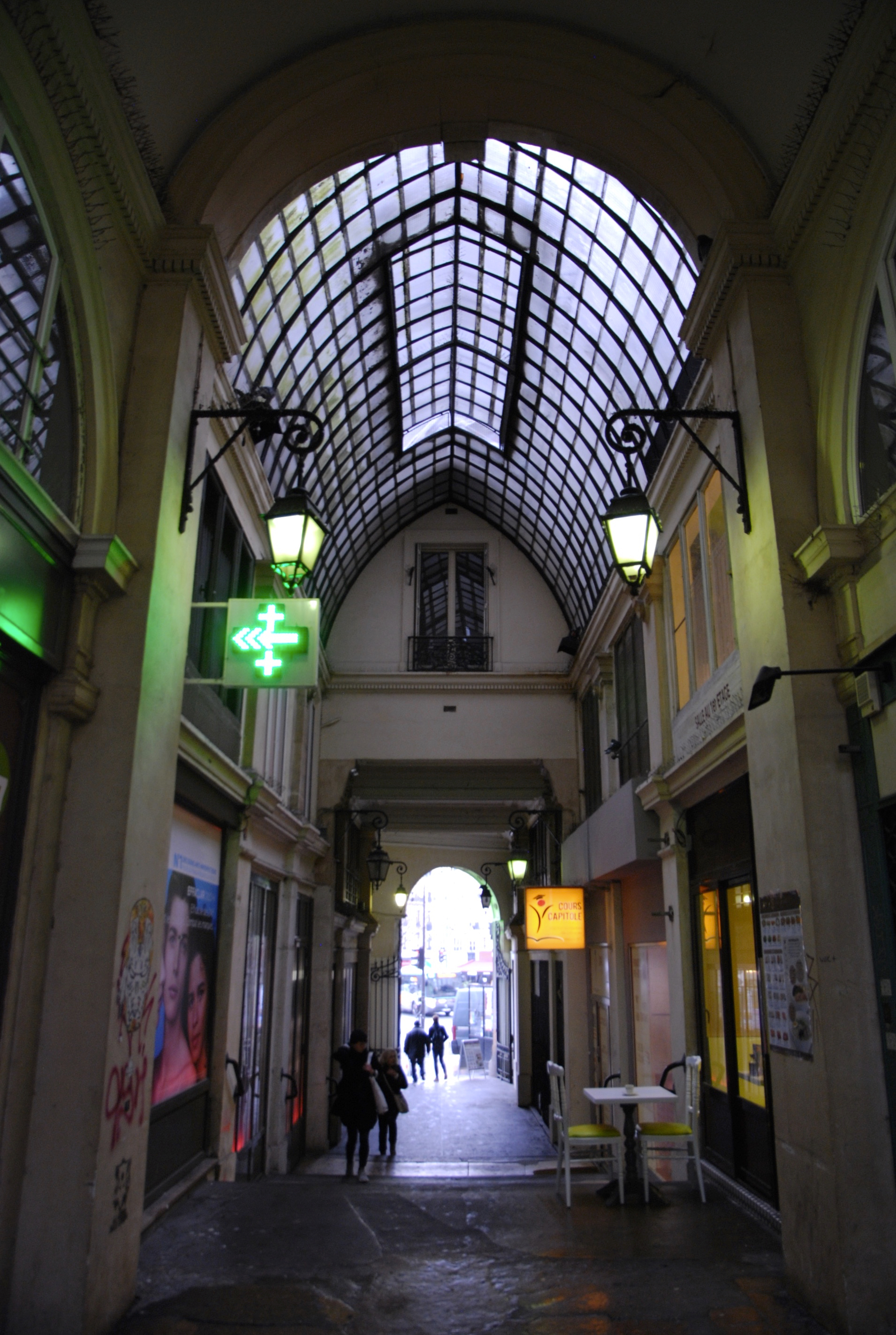

## Origine du nom
La Nomenclature officielle précise : « Ce passage débouche dans la rue Béranger, anciennement rue de Vendôme, ouverte sur les dépendances du Temple et ainsi nommée en l’honneur du duc de Vendôme, grand prieur de France. ». Le duc Philippe de Vendôme avait le titre de grand prieur du prieuré hospitalier du Temple à la date où fut ouverte la rue de Vendôme sur des terrains appartenant à l'ordre de Saint-Jean de Jérusalem successeur des Templiers.

## Historique
En 1800, est créé le « passage du jeu de paume », dépendant de la propriété du comte d’Artois (no 41 boulevard du Temple).
À son emplacement, le passage Vendôme est édifié en 1827 sur une partie des terrains de l'ancien couvent des Filles-du-Sauveur à l'emplacement de l'enceinte de Charles V démantelée en 1670 où fut aménagé le boulevard du Temple. Les marches au milieu du passage témoignent de la surélévation de la fortification disparue (emplacement de l'ancien mur d'enceinte) par rapport aux terrains environnants.  
Les bâtiments du couvent sont vendus en 1796 et les jardins de la rotonde de Paphos, établissement de loisir très fréquenté établi à l'angle de la rue du Temple et du boulevard du Temple s'étendent à son emplacement.
Il reliait à l'origine le boulevard du Temple au Carreau du Temple à un emplacement idéal entre l'animation des théâtres du boulevard et un marché animé. Malgré son architecture élégante et ses boutiques qui trouvèrent bientôt preneur, le passage déclina rapidement pour des raisons peu évidentes et fut déserté à peine quelques années après son inauguration. En 1869, l'aménagement de la place de la République le raccourcit de quatre mètres, faisant remplacer sa façade sur le boulevard du Temple par une nouvelle sur la place ainsi qu'une partie de sa verrière. Le passage se retrouve ainsi avec deux types de couvertures.
Le passage est peu passant malgré son emplacement à proximité d'une des places les plus fréquentées de la capitale. Il a fait l'objet d'une opération de rénovation partielle fin 2005 : les verrières ont été restaurées, les corniches et les peintures refaites, ainsi que des devantures de boutiques. La prochaine étape sera la rénovation du sol à l'identique.